# یونایتی بایوتکنولوژی
یونایتی بایوتکنولوژی (انگلیسی: Unity Biotechnology) شرکت داروسازی آمریکایی است، که در سال ۲۰۱۱ تأسیس شد.